# Procleomenes ebiharai
Procleomenes ebiharai là một loài bọ cánh cứng trong họ Cerambycidae.